# Tetraommatus rossi
Tetraommatus rossi là một loài bọ cánh cứng trong họ Cerambycidae.